# Daniel Toribio Gutiérrez
Daniel Toribio Gutiérrez (nascut el 5 d'octubre de 1988) és un futbolista professional català que juga com a migcampista al FC Santa Coloma andorrà.

## Carrera de club
Nascut a Girona, Catalunya, Toribio va ser un producte del planter de futbol del FC Barcelona. Es va incorporar a l'Atlético Malagueño el 2009, des d'on va ascendir al primer equip del Màlaga CF a mitja temporada; el seu debut a la primera divisió va arribar el 7 de novembre de 2009 en un empat a 2-2 fora contra el CD Tenerife; Un altre jugador del filial, Javi López, també va fer la seva primera aparició en aquell partit.
El 17 d'agost de 2010, Toribio i Javi López es van incorporar a la SD Ponferradina de Segona Divisió cedits per a la campanya. El 6 de juliol de 2011 va rescindir el seu contracte de dos anys amb el Màlaga i va fitxar per un altre equip d'aquest nivell, el Vila-real CF B.
Toribio va continuar competint a la segona categoria els anys següents, representant el Reial Múrcia, Deportivo Alavés, AD Alcorcón i Racing de Santander. El 22 de setembre de 2020 va fitxar per l'Extremadura UD una divisió per sota.